# Vicente Castañeda Alcover
Vicente Castañeda Alcover (Madrid, 1884-Madrid, 27 de mayo de 1958) fue un erudito español, doctor en Derecho, del Cuerpo de Archiveros, Bibliotecarios y Arqueólogos, miembro de la Real Academia de la Historia, secretario del Instituto de España y procurador en Cortes, cargo que ocupó poco tiempo debido a su fallecimiento.
De familia de origen valenciano, estudió Derecho en la Universidad Central de Madrid y  Archivística y Biblioteconomía en la Escuela Superior de Diplomacia, Fue miembro de la Real Academia de San Carlos de Valencia, de la Hispanic Society de Nueva York, del Patronato de la Biblioteca Nacional, del Patronato Nacional de Turismo, del Centro de Cultura Valenciana y académico de la Real Academia de la Historia, de la que fue nombrado en 1928 secretario perpetuo, así como de las Academias de la Historia de Argentina, Colombia, Costa Rica, Chile, Ecuador, El Salvador, México, Paraguay, Perú, Uruguay y Venezuela
Sus investigaciones históricas versan sobre tres asuntos principales: historia en general, genealogía y heráldica y asuntos valencianos.

## Obras
- Don Fernando de Aragón, Duque de Calabria (1911)
- Genealogía, Heráldica y Órdenes militares de la biblioteca de El Escorial (1917)
- Libertades medievales (1920)
- Arte del Blasón. Manual de Heráldica (Madrid, 1916, 1923)
- Estudios sobre la historia del Derecho valenciano (1918)
- La Cátedra de Instituciones Teológicas de la Universidad de Valencia (1914)
- Catálogo de manuscritos lemosines de la Biblioteca de El Escorial (1916)
- El altar de plata de la Catedral de Valencia en 1613 (1918)
- El doctor don José Berni y Cátala, jurisconsulto valenciano (1919)
- Relaciones topográficas e históricas del Reino de Valencia (1919)
- Los Refranes valencianos (1920)